# 李金哲 (跳远运动员)
李金哲（1989年9月1日—），北京人，中国田径运动员，專攻跳远。李金哲在2014年世界室内田径锦标赛跳远比赛中以8.23米的成绩获得银牌，刷新了亚洲选手在室内世锦赛跳远项目上的历史最好成绩。

## 外部連結
- 李金哲在的頁面
- 李金哲在Olympedia的个人资料和比赛数据
- 李金哲的新浪微博